# Evil-Lyn
Evil-Lyn, è un personaggio immaginario creato nel 1981 da Mattel per  la linea di giocattoli dei Masters of the universe (accorciato spesso in M.O.T.U., in italiano "i dominatori dell'universo").

## Serie del 1983
Il personaggio di Evil-Lyn fu introdotto nella linea di giocattoli dei Masters nel 1983, per aggiungere una controparte negativa a Teela, da cui eredita anche il modello per l'action figure. La sua action figure ha la pelle di colore giallo, ma questa caratteristica non è stata mantenuta in nessun altro media. È uno dei principali alleati di Skeletor, ma in più di un episodio dimostra di perseguire spesso i propri interessi. È una potentissima strega, in grado di numerosi incantesimi e abile nel trasformarsi per confondere o ingannare i guerrieri eroici, tuttavia non sembra essere in grado di competere con Sorceress. In un episodio viene rivelato che sotto il suo classico elmetto ha dei capelli cortissimi e bianchi. Nel corso della serie non viene rivelato nulla sul suo passato, ma nella guida del cartone animato, viene spiegato che Evil-Lyn era una scienziata terrestre di nome Evelyn Powers. Arrivò su Eternia a bordo della spedizione della regina Marlena, di cui era terribilmente gelosa. Le sue attitudini scientifiche furono mutate in arti di magia nera da Skeletor.

## Serie del 2002
Il personaggio di Evil-Lyn compare anche nella nuova serie del 2002, con un nuovo background. Viene infatti spiegato che Evil-Lyn è la figlia di un misterioso sacerdote conosciuto semplicemente come "il senza volto", che viveva isolato a Zalesia, e faceva da guardia ad un oggetto chiamato "Ram Stone". Si sa che suo padre disapprova completamente l'assoggettamento di Evil-Lyn alle forze del male. Nella nuova serie, inoltre Evil-Lyn è ancora più ambigua nei confronti di Skeletor. Intreccia infatti una segreta alleanza con Kobra Khan, per liberare il malvagio Re Hiss e gli uomini serpente, ed in seguito anche con Hordak. In realtà in passato Evil-Lyn e Keldor (la forma umana di Skeletor) erano amanti. Evil-Lyn contribuì anche a salvargli la vita, ma quando Keldor divenne Skeletor, i suoi sentimenti positivi, compresi l'amore nei confronti della donna, sparirono del tutto. Da quel momento Evil-Lyn desiderò più di tutto scavalcare l'autorità di Skeletor anziché lavorare al suo fianco. In questa serie, a differenza della precedente, vengono dati indizi che lasciano intuire che in Evil-Lyn ci sia ancora una parte buona che prova sentimenti umani.

## Altre apparizioni
Nel film I dominatori dell'universo, il suo ruolo è interpretato da Meg Foster.